# Лучший новичок года CHL

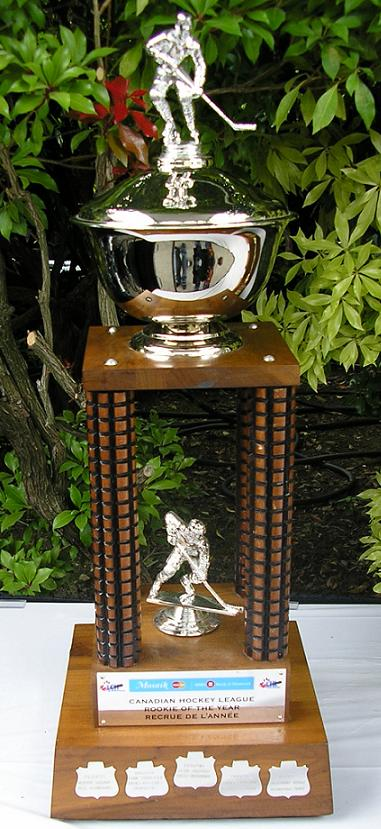
Кубок вручаемый лучшему новичку года CHL

Лучший новичок года Канадской хоккейной лиги (англ. CHL Rookie of the Year Award) — приз, ежегодно вручаемый лучшему новичку года Канадской хоккейной лиги.

## Победители
- 2023-24 —  Гэвин МакКенна, Медисин-Хат Тайгерс (WHL)
- 2022-23 —  Максим Массе, Шикутими Сагенинс (QMJHL)
- 2021-22 —  Брейден Ягер, Мус-Джо Уорриорз (WHL)
- 2020-21 — Не вручался
- 2019-20 —  Шейн Райт, Кингстон Фронтенакс (OHL)
- 2018-19 —  Куинтон Байфилд, Садбери Вулвз (OHL)
- 2017-18 —  Алекси Лафренье, Римуски Осеаник (QMJHL)
- 2016-17 —  Нико Хишир, Галифакс Мусхэдз (QMJHL)
- 2015-16 —  Александр Нюландер, Миссиссога Стилхедс (OHL)
- 2014-15 —  Алекс Дебринкэт, Эри Оттерз (OHL)
- 2013-14 —  Николай Элерс, Галифакс Мусхэдс (QMJHL)
- 2012-13 —  Валентин Зыков, Бе-Комо Дрэккэр (QMJHL)
- 2011-12 —  Михаил Григоренко, Квебек Ремпартс (QMJHL)
- 2010-11 —  Наиль Якупов, Сарния Стинг (OHL)
- 2009-10 —  Мэтт Пумпел, Питерборо Питс (OHL)
- 2008-09 —  Бретт Коннолли, Принс-Джордж Кугэрз (WHL)
- 2007-08 —  Тейлор Холл, Уинсор Спитфайрз (OHL)
- 2006-07 —  Патрик Кейн, Лондон Найтс (OHL)
- 2005-06 —  Джон Таварес, Ошава Дженералз (OHL)
- 2004-05 —  Бенуа Пульо, Садбери Вулвз (OHL)
- 2003-04 —  Сидни Кросби, Римуски Осеаник (QMJHL)
- 2002-03 —  Мэтт Эллисон, Ред-Дир Ребелз (WHL)
- 2001-02 —  Патрик О’Салливан, Миссиссога Айс Догз (OHL)
- 2000-01 —  Скотти Апшолл, Камлупс Блэйзерс (WHL)
- 1999-00 —  Дэн Блэкбёрн, Кутеней Айс (WHL)
- 1998-99 —  Павел Брендл, Калгари Хитмен (WHL)
- 1997-98 —  Дэвид Легуанд, Плимут Уэйлерз (OHL)
- 1996-97 —  Венсан Лекавалье, Римуски Осеаник (QMJHL)
- 1995-96 —  Джо Торнтон, Су-Сент-Мари Грейхаундз (OHL)
- 1994-95 —  Брайан Берард, Детройт Джуниор Ред Уингз (OHL)
- 1993-94 —  Виталий Ячменёв, Норт-Бей Центенниалз (OHL)
- 1992-93 —  Джефф Фризен, Реджайна Пэтс (WHL)
- 1991-92 —  Александр Дэйгл, Викториавилл Тайгерз (QMJHL)
- 1990-91 —  Филипп Буше, Гранби Бизонз (QMJHL)
- 1989-90 —  Петр Недвед, Сиэтл Тандербёдз (WHL)
- 1988-89 —  Яник Перро, Труа-Ривьер Дравью (QMJHL)
- 1987-88 —  Мартин Желина, Халл Олимпикс (QMJHL)